# Arenetra leucotaenia
Arenetra leucotaenia là một loài tò vò trong họ Ichneumonidae.